# Jeanne de France (1464-1505)
Pour les articles homonymes, voir Jeanne de France, Jeanne de Valois, Jeanne la Boiteuse et Duchesse de Berry.
Titres
Reine de France
7 avril 1498 – 17 décembre 1498
(8 mois et 10 jours)
Duchesse d'Orléans
8 septembre 1476 – 7 avril 1498
(21 ans, 6 mois et 30 jours)
Duchesse de Berry
7 avril 1498 – 4 février 1505
(6 ans, 9 mois et 28 jours)
Jeanne de France (née le 23 avril 1464 à Nogent-le-Roi et morte le 4 février 1505 à Bourges) est la seconde fille de Louis XI et de Charlotte de Savoie après Anne de Beaujeu, de trois ans son aînée. Aussi appelée « Jeanne la boiteuse » ou « Jeanne l'Estropiée » à cause de sa claudication, elle devient duchesse d'Orléans à la suite de son mariage à l'âge de douze ans avec Louis d'Orléans qui, devenu roi sous le nom de Louis XII, fait déclarer nul ce mariage dans le but d'épouser la veuve du roi de France précédent, Anne de Bretagne, pour annexer le duché de Bretagne à la couronne.
Avec le titre de duchesse de Berry, elle vit saintement à Bourges en fondant l'ordre monastique de l'Annonciade. Elle est béatifiée le 18 juin 1742 par Benoît XIV et canonisée le 28 mai 1950 par le pape Pie XII. Elle est commémorée le 4 février selon le Martyrologe romain.

## Biographie

### Famille
Jeanne a pour parents le roi Louis XI et Charlotte de Savoie, fille du duc Louis Ier de Savoie. À leur mariage, le 9 mars 1451, Louis XI, veuf de Marguerite d'Écosse depuis 1445, a 28 ans tandis que Charlotte est âgée de seulement 10 ans. Contrairement à la législation catholique qui veut que l’âge légal du mariage des filles soit de 12 ans et en opposition avec la tradition qui veut que la mariée soit accueillie dans sa belle-famille, Charlotte reste auprès de ses parents à Chambéry.
Encore dauphin (depuis 1349, l’aîné héritier du trône reçoit en apanage le Dauphiné), le futur Louis XI n'a probablement pas obtenu la dispense pontificale nécessaire à son union mais le mariage n’étant pas annulé, Louis de France vient chercher, en 1456, sa femme à Chambéry pour la ramener à Grenoble. Devant la colère de son père le roi Charles VII qui le poursuit de sa vindicte, Louis, laissant la gestion du Dauphiné à ses lieutenants, part avec sa femme Charlotte auprès de son oncle maternel Philippe III, duc de Bourgogne. Ce dernier leur offre une résidence à Genappe en Brabant près de Bruxelles..
C’est là que Charlotte apprend à Louis, entre deux chasses dans les forêts de Mons, sa future maternité et, le 18 octobre 1458, elle donne naissance à un garçon prénommé Louis, qui meurt en 1460. Le 15 juillet 1459, à Genappe, naît son second fils, Joachim, qui meurt 4 mois plus tard, le 29 novembre. Charlotte lui donne alors une fille en 1460 prénommée Louise, mais qui meurt aussi en bas âge. En avril 1461, toujours à Genappe, naît de nouveau une fille, Anne, qui survivra et épousera Pierre de Beaujeu.

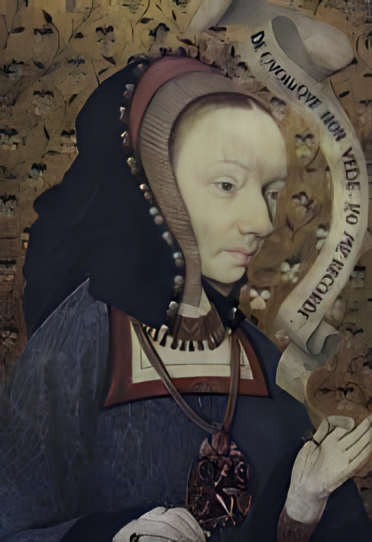
Jeanne de France

Cette même année 1461, Charles VII tombe malade et meurt le 22 juillet. Louis, devenant roi de France, désespère d’avoir un héritier mâle quand Charlotte donne naissance, le 23 avril 1464 à Nogent-le-Roi, à une autre fille, Jeanne, la future sainte Jeanne. Le 4 décembre 1466 naît François qui ne survécut pas à sa naissance. Enfin, le 30 juin 1470 au château d’Amboise, Charlotte donne à Louis son premier héritier mâle, Charles, futur Charles VIII de France.
Le 3 septembre 1472 naît François qui meurt lui aussi en juillet 1473. Charlotte de Savoie aura accouché, entre l’âge de 17 et de 28 ans, de huit enfants, cinq garçons et trois filles, dont seuls trois survivront : Anne (mariée à Pierre de Beaujeu), Sainte Jeanne et Charles (futur roi de France).

### Petite enfance
Dès sa naissance au château de Pierre II de Brézé à Nogent-le-Roi, Jeanne à peine baptisée, Louis décide de tirer un profit immédiat de cette naissance féminine. Il décide de la fiancer sans attendre à Louis d’Orléans, alors âgé de 2 ans, fils de Charles d’Orléans et de Marie de Clèves.
Il s’assurait ainsi, en l’absence d’héritier mâle, de pouvoir former à sa main ce prétendant à sa succession ou en la survenance d’un dauphin, il l’écartait d’une possible régence qui reviendrait à sa fille aînée. L’acte de fiançailles est signé le 19 mai 1464 au château de Blois par le duc-poète Charles Ier d'Orléans et Jehan de Rochechouart, bailli de Chartres, représentant du roi.
Louis installe sa cour au château d’Amboise, vaste mais surtout confortable où, malgré son refus du luxe et du faste, il s’attacha à ce que son épouse, la reine, y fût servie royalement. Louis, souvent absent pour les besoins du royaume, autorise Charlotte à recevoir à Amboise sa famille, ainsi Anne et Jeanne étaient souvent entourées d'Agnès et de Bonne de Savoie, sœurs cadettes de Charlotte. Les deux enfants étaient élevées dans le meilleur entourage possible mais rapidement Jeanne allait se distinguer. De visage agréable, comme le dit l'un de ses contemporains, Jean de Troyes ou son compagnon de jeu Louis de La Trémoille, de quatre ans son cadet[réf. incomplète], et cela contrairement à l’affirmation de beaucoup d’historiens.
Certes, de constitution plus chétive que sa sœur aînée, Jeanne reste de taille petite et rapidement elle va se voûter, une épaule plus basse que l’autre, elle serait peut-être aussi atteinte de claudication. Quoi qu’il en soit, le roi son père va l’écarter de la cour en 1469 à l’âge de 5 ans en la confiant à son cousin, le baron François de Linières et d’Amplepuis, sire de Beaujeu, et à son épouse Anne de Culan, alors qu’il aurait dû la confier à Marie de Clèves, veuve du duc d’Orléans, sa future belle-mère.

### Jeunesse
François de Beaujeu, seigneur de Li(g)nières et Anne de Culan, mariés en 1445, sont restés sans enfant, ils vont reporter tout leur amour sur Jeanne. Jouissant de suffisamment de revenus, ils pouvaient compléter la pension de 1 200 livres annuelles que leur versait le roi. Ceux qui pourraient être considérés comme des parents adoptifs prirent soin de son éducation, lui apprenant la lecture et la poésie, l’écriture et l’arithmétique, le dessin et la peinture, la broderie et la tapisserie ainsi que la pratique du luth, lui enseignant aussi les hauts faits historiques de ses ancêtres.
Chrétiens accomplis, ils l’initièrent dans la religion de sa famille en lui inculquant une foi solide. Son père lui demande, malgré son jeune âge, le nom du confesseur qu’elle souhaite prendre, elle lui donne alors le seul nom qu’elle connaisse, le père Jean de La Fontaine. Le roi approuve son choix et lui envoie celui qui était le gardien du couvent d’Amboise, qui malgré l’éloignement confessait régulièrement la princesse. Elle développe un plaisir particulier pour la prière et passe de longs moments dans l'oratoire de la chapelle seigneuriale au point que François de Linières y fit construire une cheminée pour la mauvaise saison.

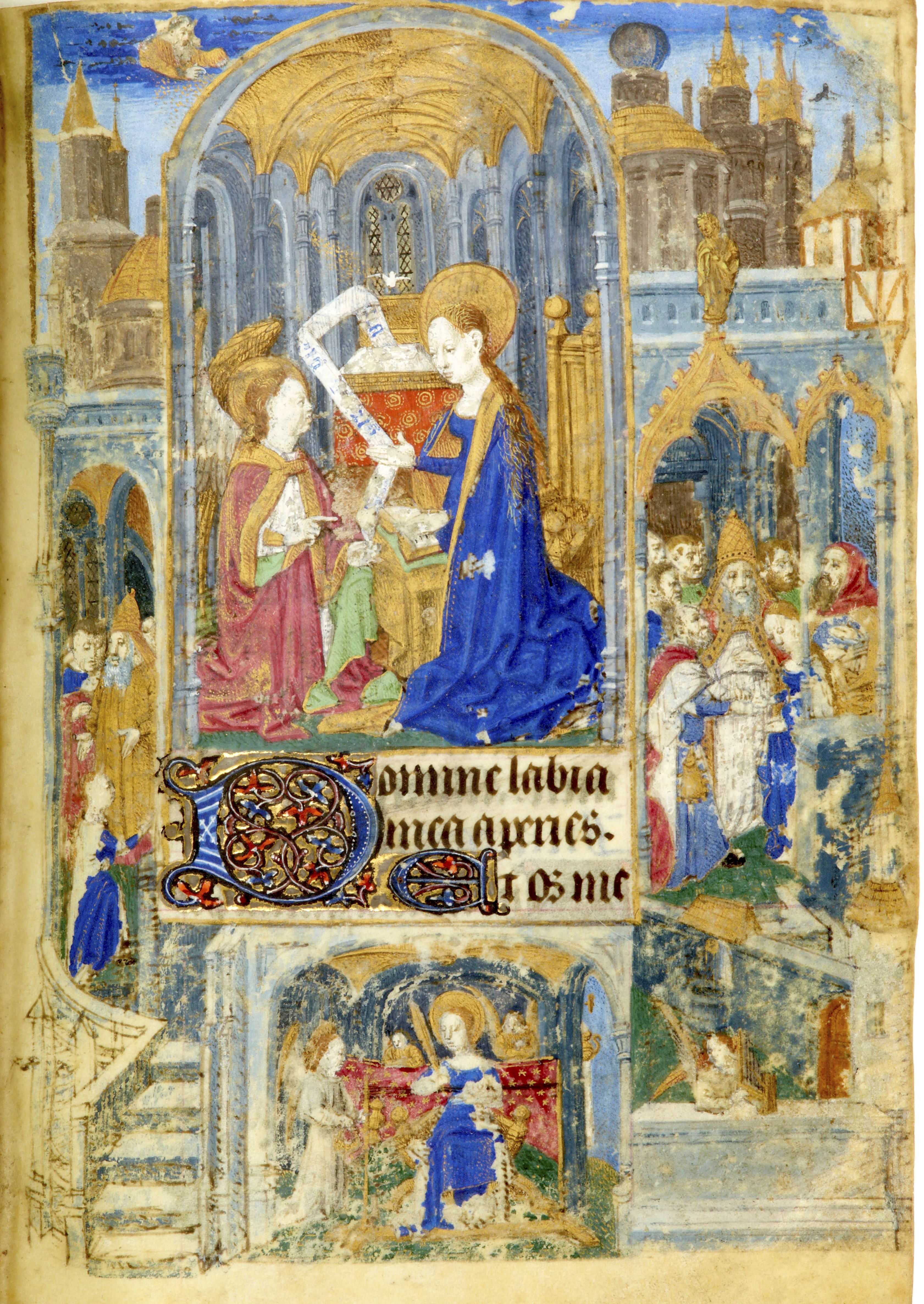
Livre d'heures de Jeanne de France.

En 1471, Louis XI institue dans tout son royaume la récitation de l’Ave Maria pour la paix. Jeanne appréciait cette prière, elle qui avait une affection particulière pour la Vierge Marie, mère de Jésus Christ. Elle écrira plus tard dans les statuts de l’ordre qu’elle fondera, que c’est cette année-là qu’elle reçut une prédiction de Marie : « Avant ta mort, tu fonderas une religion en mon honneur. Et ce faisant tu me feras un grand plaisir et tu me rendras service. » Sur demande des Linières, Louis XI obtient en octobre 1471 du pape Sixte IV d’élever en collégiale l’église seigneuriale avec un chapitre composé d’un doyen et de six chanoines. Il fallut quand même attendre novembre 1473 pour constituer ce chapitre.

### Mariages
Mais c'est en juillet 1473 que meurt le frère cadet de Jeanne, François. Louis XI n’ayant plus qu’un seul héritier, le dauphin, il se décide à confirmer sa politique d’alliance. Le 8 octobre 1473, il passe contrat de mariage à Jargeau pour sa fille cadette Jeanne, 9 ans, avec Louis d’Orléans, 11 ans, suivi le 3 novembre 1473, toujours à Jargeau pour son autre fille Anne, 12 ans, avec Pierre de Beaujeu, 35 ans, normalement destiné à épouser Marie, fille de Marie de Clèves. Les contrats sont assortis l’un comme l’autre d’une dot de 100 000 écus d’or,[réf. incomplète]. Les historiens se partagent, certains affirmant qu’il fallait une forte dot pour compenser le physique ingrat de Jeanne, d’autres repoussent cette idée remarquant que les deux sœurs ont la même dot, à quoi les premiers soutiennent que la sœur aînée ne pouvait avoir moins que la sœur cadette.
Si le mariage d'Anne et Pierre eut lieu l’année suivante en 1474, dès les 12 ans d'Anne, il fallut attendre une dispense de Rome car Jeanne et Louis étaient cousins (leurs bisaïeuls Charles VI de France et Louis Ier d’Orléans étaient frères) et Louis XI, le père de Jeanne, était le parrain de Louis. Cette dispense fut accordée par le pape Sixte IV le 19 février 1476 et le mariage est célébré le 8 septembre 1476 au château de Montrichard. Étaient absents Louis XI (déjà absent au mariage d'Anne) ainsi que Marie de Clèves, qui assistait le même jour au mariage de sa fille Marie avec Jean de Foix, vicomte de Narbonne.
Dès le lendemain, Louis présente sa jeune épouse à la population de Blois puis ils se séparent, chacun retournant à ses occupations, Jeanne à sa vie de prières et de visites aux pauvres et aux malades. Louis XI doit rappeler à son gendre de visiter sa femme pour que celui-ci vienne en séjour à Linières où Jeanne approfondit et renforce sa dévotion à Notre-Dame au contact des chanoines de la collégiale. Cela dure ainsi sept ans jusqu’au décès de Louis XI, le 30 août 1483.
Apprenant la mort de son père, Jeanne accourt à Amboise où elle est accueillie par sa mère et sa sœur. Un appartement lui est attribué, où son mari la rejoint rapidement. Louis espère alors disputer la tutelle du nouveau roi de France Charles VIII, alors âgé de 13 ans, à Anne et Pierre de Beaujeu. Mais les États généraux réunis à Tours le 15 janvier 1484 confirment la volonté du défunt roi en nommant Anne régente. Entre-temps, Charlotte est morte le 1er décembre 1483, dotant Jeanne de la somme de 200 marcs d’argent. Louis refusant de subvenir aux besoins de sa femme, c’est Anne qui, pour lui assurer un train digne de son rang, lui fait verser une rente de 10 000 livres.

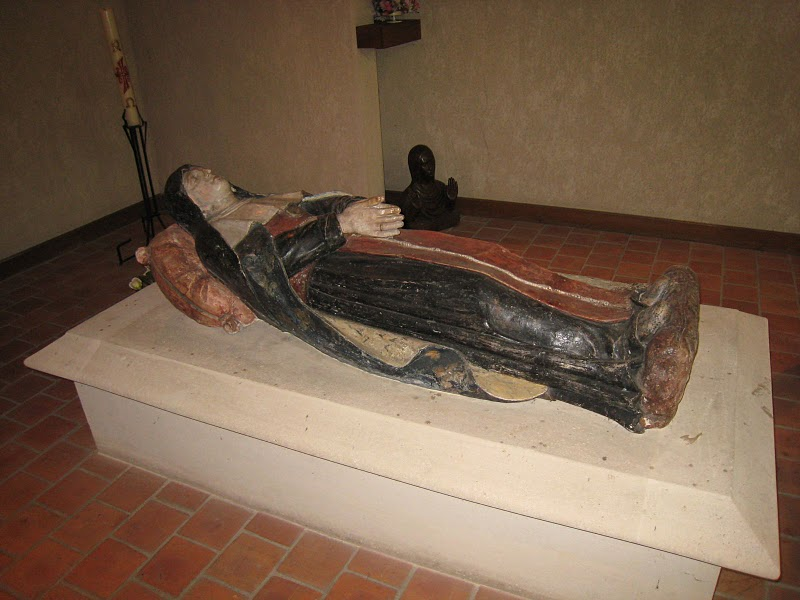
Gisant de Jeanne dans le couvent des Annonciades à Bourges.

### Reine de France
Après la mort de son frère le roi Charles VIII en 1498, son mari accède au trône de France sous le nom de Louis XII. Dès son avènement, le nouveau roi s'empresse de faire annuler son mariage avec Jeanne, prétextant que celui-ci n'avait jamais été consommé. En vérité, il était question pour lui d'affermir sa légitimité au trône en épousant la veuve de son prédécesseur, Anne de Bretagne. Après un procès d'un tribunal ecclésiastique ouvert à la cathédrale Saint-Gatien de Tours le 10 août 1498 et qui invoque un mariage contraint et consanguin, le défaut d'âge lors du mariage et le fait qu'elle était inapte à « recevoir la semence virile », le mariage est finalement cassé le 17 décembre par la bulle pontificale d'Alexandre VI pour non-consommation. Leur union avait duré vingt-deux ans.
Le 8 janvier 1499, à Nantes, Louis XII épouse la reine Anne de Bretagne, veuve de Charles VIII, et ce, en application d'une clause du contrat de mariage entre Charles VIII et Anne de Bretagne. En effet, cette clause spécifiait que la reine Anne devrait se remarier avec le successeur de Charles VIII si ce dernier n'avait pas de descendance mâle. Jeanne reçut alors, en compensation, le titre de duchesse de Berry et fonda à Bourges, en 1502, l'ordre monastique de l'Annonciade avec l'aide de son confesseur, Gabriel-Maria Nicolas, franciscain observant.

### Duchesse de Berry

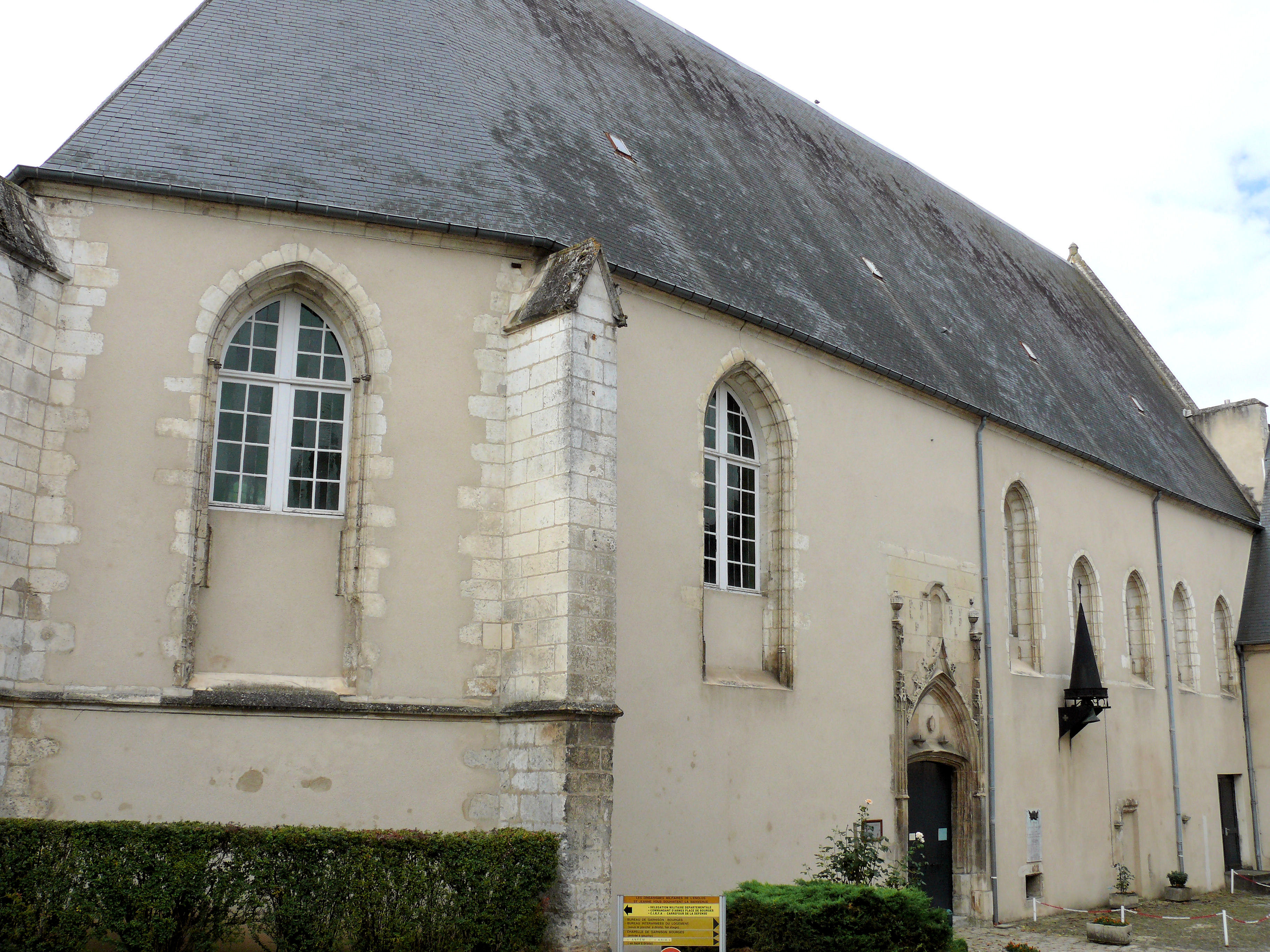
Bourges - Couvent de l'Annonciade - Chapelle.

Jeanne de France ne porta le titre de duchesse de Berry que pendant trois ans, jusqu'au moment de son entrée en religion en 1502. Elle vécut saintement durant la période où elle portait ce titre.
Son testament a été perdu mais une copie est disponible aux Archives départementales du Cher , qui stipule ses légataires universels et sa demande à être inhumée dans l'église du Couvent de l'ordre de la Vierge Marie dit de l'Annonciade qu'elle avait fondé le 15 février 1502 à Bourges (actuellement rue du 95è de ligne à Bourges).
Son Ordre de l'Annonciation de la Vierge Marie perdure au sein de la communauté des sœurs de l’Annonciade du monastère de Saint-Doulchard 
Elle a par ailleurs fondé en 1505 le collège Sainte Marie au près de l'église maintenant disparue de Notre-Dame de la Comtale dans la partie sud de la ville de Bourges en profitant des terrains libérés par le grand incendie de Bourges . 
Son testament, dont la copie est conservée aux Archives départementales du Cher, stipule le don de 100 livres pour y instruire 10 garçons pauvres se destinant à la prêtrise, sous le titre de Collège Royal situé rue du Paradis en dedans des remparts de la ville.

### Sainte Jeanne de France
La demande de canonisation est lancée en 1614. Jeanne est béatifiée le 18 juin 1742 par Benoît XIV. Le pape Pie XII la fait sainte par la bulle de canonisation Virum dolorum du 28 mai 1950, soit 445 ans après sa mort.

## Armoiries
| Blason | Blasonnement : Mi-parti de France et de France. Commentaires : Fille du roi de France Louis XI et Reine de France par son mariage avec le roi de France Louis XII. |

## Télévision
Jeanne de France est un des personnages principaux du  téléfilm Louis XI, le pouvoir fracassé diffusé le 6 décembre 2011 sur France 3. Dans celui-ci, Jeanne de France est incarnée par l'actrice Gaëlle Bona.